# Baltic Line
Baltic Line var ett färjebolag i Leningrad i Ryssland. Företaget kan härleda sin historia så långt tillbaka som 1830-talet, till petersburgska rederier vilka ingick i de rederirörelser som nationaliserades av Sovnarkom i januari 1918. 1922 grundades föregångaren till rederiet som genom en del organisatoriska förändringar till sist blev till Östersjörederiet "Балтийское морское пароходство" (BMP). År 1941, som följd av ockupationen av de baltiska staterna, inkorporerades tonnage från estniska och lettiska rederier i rederiet.
Rederiet bedrev både frakt- och passagerartrafik på Östersjöhamnar.
Under perestroikan på 1980-talet tilläts BMP experimentera med marknadsekonomiska villkor och gjorde stora framgångar, främst som fraktrederi men också genom passagerartrafik, till exempel genom linjefart och kryssningar på linjen Stockholm-Leningrad med färjan m/s Ilich i samarbete med det svenska reseföretaget Fritidsresor under namnet Baltic Express Line. 
I mitten av 1990-talet hamnade BMP i ekonomiska svårigheter och fartygen belades i kvarstad på grund av obetalda löner och leverantörsfakturor  i hamnar runt om i världen. 

## Fartyg
- MS Konstantin Simonov
- MS Ilich
- MS Anna Karenina
- MS Baltika